# Joan Littlewood
Joan Littlewood (Londra, 6 ottobre 1914 – Londra, 20 settembre 2002) è stata una regista e regista teatrale britannica, fondatrice della scuola teatrale Theatre Workshop. Ordinò la costruzione del Fun Palace all'architetto Cedric Price. Viene ricordata come la "madre del teatro moderno".

## Biografia
Studiò alla Royal Academy of Dramatic Art e si trasferì poi a Manchester dove fondò il primo embrione della sua scuola teatrale. Sospettata di essere simpatizzante comunista, riuscì con difficoltà a rientrare nell'immediato dopoguerra a Londra, dove col marito cantante e drammaturgo Ewan MacColl, da cui avrebbe divorziato dopo alcuni anni, fondò il Theatre Workshop.

## Riconoscimenti
- David di Donatello
  - 1958: Premio internazionale "Olimpo" per il teatro